# Frederik Waage
Frederik Waage (født 27. august 1978 i Bruxelles) er professor mso, dr. jur. i forfatnings- og forvaltningsret ved Juridisk Institut på Syddansk Universitet i Odense, hvor hans primære forskningsområde er retsstaten og den danske domstolskontrol med forvaltningen. 
Han forsvarede i 2017 disputatsen Det offentlige som procespart - Forvaltningsrettens virkning i civilprocessen. Temaet for afhandlingen er hvilke forvaltningsretlige forpligtelser, der hviler på myndigheder, når disse er parter i civile retssager, dvs. alle andre retssager end straffesager. Det konkluderes blandt andet i afhandlingen, at offentlige myndigheder, der optræder ved de danske domstole og deres advokater, er bundet af de almindelige forvaltningsretlige principper, fx officialprincippet og forbuddet mod magtfordrejning. Forskningsområdet har bl.a. berørt Kammeradvokatordningen.
Frederik Waage er fagsansvarlig for fagene civilproces og forfatningsret på Syddansk Universitet. Han udgav i 2018 bogen Forfatningsret, tekster, opgaver og materialer, som indeholder en generel introduktion til dansk forfatningsret og en række øvelsesopgaver. Bogen udkom i 2023 i 4. udgave. I 2020 udgav han bogen Offentligretlige retssager. 
Frederik Waage har tidligere været ansat i Plesner Advokatfirma, og han blev beskikket som advokat i 2010. Samme år blev bestallingen deponeret. I 2022-2023 var han konstitueret landsdommer i Østre Landsret.
Han har været meget aktiv i den offentlige debat angående forskellige offentligretlige emner og er således en af landets mest citerede jurister. Siden marts 2022 har danske medier bragt hans navn knap 4.000 gange.